# Rezillos
The Rezillos, skotsk punk/new wave-grupp från slutet av 1970-talet. Bandet splittrades 1978, men basisten Simon "Simon Templar" Bloomfield och trummisen Ange Paterson bildade ett nytt band som från 1979 till 1996 spelade under namnet The Revillos. The Rezillos återuppstod 2001.

## Bandmedlemmar
Nuvarande medlemmar
- Fay Fife – sång (1976–1978, 2001–)
- Eugene Reynolds – sång, gitarr (1976–1978, 2001–)
- Angel Patterson – trummor (1976–1978, 2001–)
- Chris Agnew – basgitarr (2008–)
- Jim Brady – gitarr (2010–)

Tidigare medlemmar
- Jo "Luke Warm" Callis – gitarr (1976–1978, 2001–2010)
- Hi-Fi Harris – gitarr (1976–1977)
- David "Dr. D.K." Smythe – bas (1976–1977)
- Alastair "William Mysterious" Donaldson – saxofon, basgitarr (1976–1978)
- Simon "Simon Templar" Bloomfield – basgitarr (1977–1978)
- Johnny Terminator – basgitarr (2001–2008)

## Diskografi
Album
- Can't Stand the Rezillos (1978)
- Mission Accomplished... But the Beat Goes On (1979)

Singlar
- "I Can't Stand My Baby" (1977)
- "(My Baby Does) Good Sculptures" (1977)
- "Top of the Pops" (1978) (#17 på UK Singles Chart)
- "Destination Venus" (1978) (UK #43)
- "Cold Wars" (live) (1979)
- "I Wanna Be Your Man" / "I Can't Stand My Baby" (återutgåva) (1979) (UK #71)
- "No 1 Boy" (2009)
- "Out of This World" (2011)
- "Top of the Pops" (live) (2012)